# Puente Osman Gazi
El puente Osman Gazi (en turco: Osman Gazi Köprüsü) es un puente colgante de Turquía que se extiende por el golfo de Ízmit en su punto más estrecho, 2620 m.  El puente une la ciudad de Gebze con la provincia de Yalova, cerca de la ciudad de Izmit y aproximadamente a 50 km al sur de Estambul, y transporta la autopista O-5 a través del golfo. El puente se inauguró el 1 de julio de 2016 y superó al puente Fatih Sultan Mehmet para convertirse en el puente más largo del país y en el 4.º puente colgante más largo del mundo por la longitud de su vano central.
Se espera que la longitud del puente sea superada por el puente Çanakkale 1915, que actualmente se encuentra en construcción a través del estrecho de los Dardanelos y que de acabarse en 2022 será el mayor puente colgante del mundo.
El puente honra la memoria de Osman Gazi (1258-1326), líder de los osmanlíes u otomanos, la dinastía que estableció y gobernó el Imperio otomano.

## Proyecto

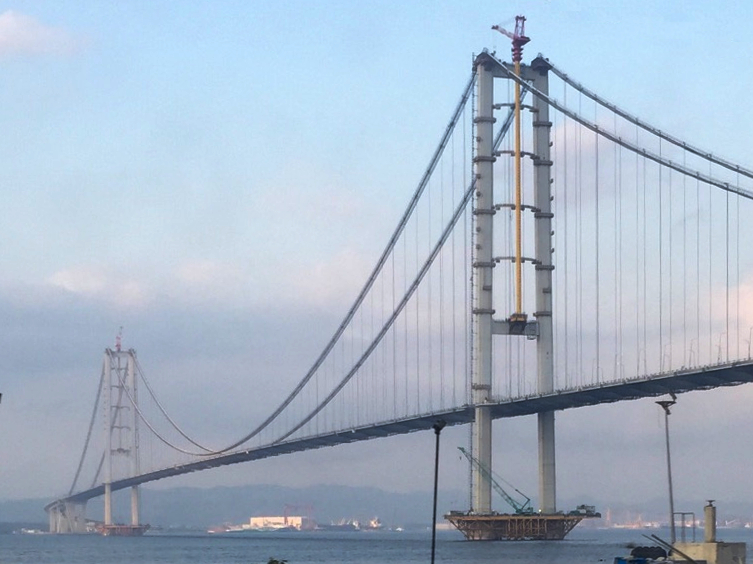
Vista del puente en construcción

El puente formaba una parte integrante de una licitación publicada el 7 de abril de 2008 concerniente a la autopista entre Gebze e Izmir. Originalmente, el puente debía comprender 2 calzadas de tres carriles para automóviles y dos vías de ferrocarriles. En agosto de 2008, el proyecto fue modificado para la eliminación de las vías del tren. El 9 de abril de 2009, la licitación fue ganada por el consorcio  NOMAYG JV, formado por cinco empresas turcas (Nurol, Özaltın, Makyol, Yüksel y Gocay)  y una empresa de construcción italiana Astaldi, por un periodo de 22 años y 4 meses contabilizando la construcción y operación. El consorcio creó el 27 de septiembre de 2010 en Ankara, la sociedad anónima OTOYOL A.Ş. para completar el proyecto. En 2010, se firmó un contrato para el proyecto que se estimó que costaría ₺11 mil millones para toda la carretera desde Gebze a Bursa.
El 30 de marzo de 2013 se inició oficialmente las obras de construcción con la presencia del primer ministro Recep Tayyip Erdoğan, que colocó la primera piedra del puente.
El puente y la carretera de conexión tienen tres carriles de tráfico en cada dirección. La inauguración del puente tuvo lugar el 30 de junio de 2016 en el presencia del primer ministro  Binali Yildirim, del presidente Erdoğan, del embajador extraordinario y plenipotenciario del Japón, Hiroshi Oka y del cónsul general de Japón, Norio Ehara. Antes de la inauguración, el cuatro veces campeón turco del Campeonato Mundial de Supersport Kenan Sofuoğlu,  hizo una demostración y batió un récord de velocidad de cruzar en el puente la distancia de 1,5 km en 26 segundos alcanzando una velocidad máxima de 400 km/h en su motocicleta Kawasaki Ninja H2R.
La puesta en servicio tuvo lugar el  1 de julio de 2016 con un pasaje libre hasta el final del festival del  ramadan.
Después de la finalización del puente, la distancia entre Estambul e İzmir se acortó unos 140 km, sin pasar por el largo golfo de Ízmit. La carretera y el puente de 420 km redujeron el tiempo de viaje entre las dos principales ciudades de las seis horas y media a tres horas y media. 

## Contrato puente EPC
La financiación privada del puente de US $ 1.000 millones fue otorgada a la firma japonesa IHI Infrastructure System Co. el 16 de julio de 2011 como EPC base con el contrato FIDIC Silverbook. IHI, que fue uno de los contratistas del segundo puente del Bósforo, también completó los proyectos de refuerzo sísmico para los viaductos Halic y Mecidiyekoy. IHI subcontrató los trabajos de diseño a la firma danesa de diseño de ingeniería COWI A/S, que colaboró en el diseño estético con Dissing+Weitling. La notificación para proceder fue dada por NOMAYG JV a IHI el 1 de enero de 2013 y la duración total esperada del proyecto fue de 37 meses.
Las dimensiones son:
- longitud del vano principal: 1550 m
- longitud de los vanos laterales: 566 m
- gálibo: 64 m
- altura de la torre: 252,0 m
- tamaño de la torre (en la base): 8×7 m
- tamaño del tablero: 35,93×4,75 m

Las 34 000 toneladas de acero usadas para construir el puente fueron suministradas por ArcelorMittal Galaţi, Romania.
El puente es el 4.º puente colgante de vano más largo del mundo.

## Accidente en el sitio de construcción

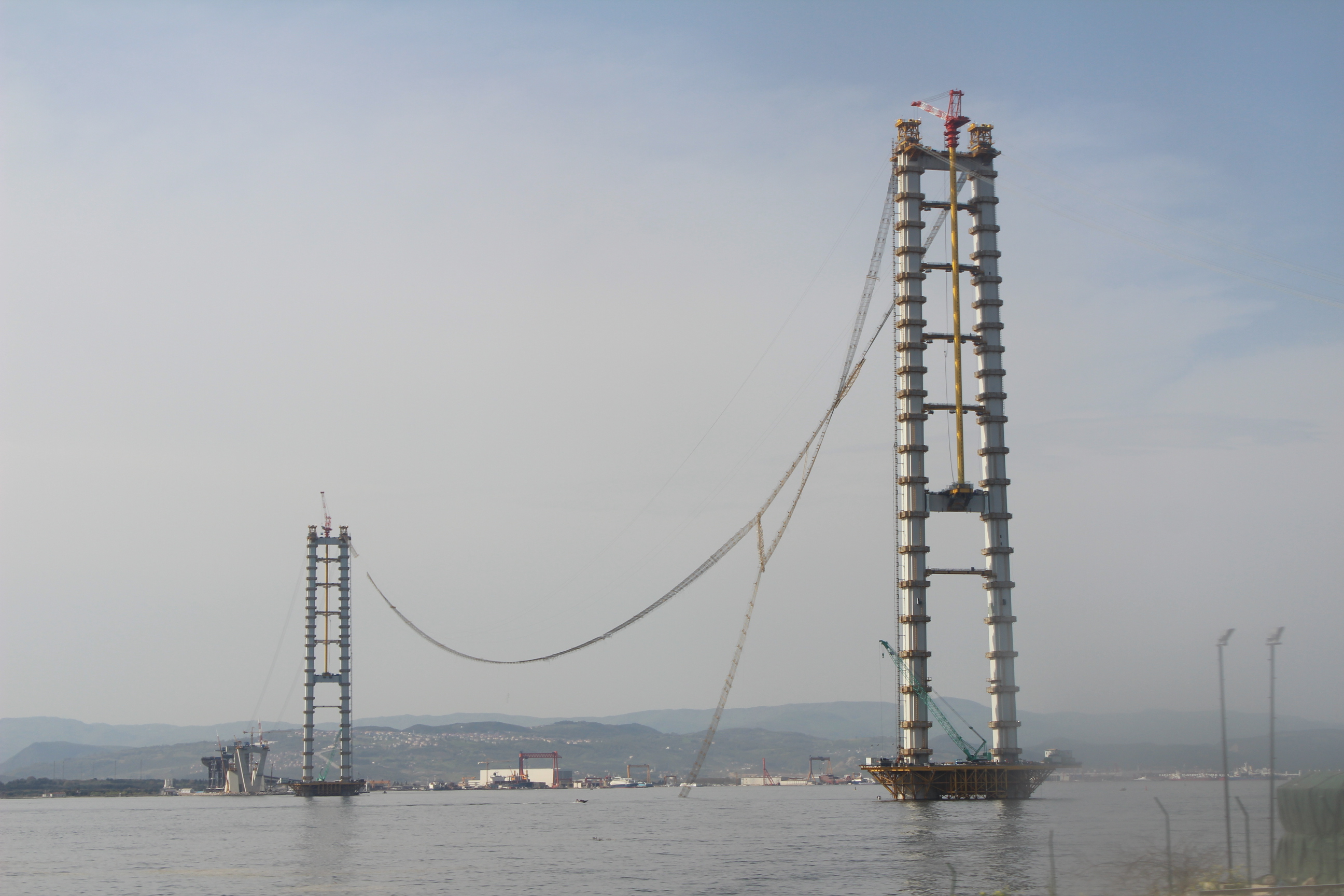
El puente después del accidente.

El 21 de marzo de 2015, una pasarela se separó de su cable atornillado en la torre sur durante la construcción del puente y cayó al agua. Agregada en febrero de 2015, la pasarela era necesaria para permitir el acceso de los trabajadores al otro lado de la bahía. Nadie resultó dañado por el accidente ya que el trabajo fue interrumpido en esa sección debido al clima ventoso. El tráfico marítimo hacia y desde la bahía de İzmit se suspendió después del accidente por razones de seguridad y se reanudó después de recuperar el cable en la mañana del 23 de marzo.
Kishi Ryoichi, el ingeniero japonés de 51 años del consorcio IHI-Itochu, que estaba a cargo de la construcción en el sitio, se suicidó después del accidente. Lo encontraron muerto en la entrada de un cementerio cerca de su alojamiento en Altınova. Dejó una nota diciendo que «...este fracaso terminó con mi vida privada y profesional. Este proyecto era mío y el orgullo de mi país. Nadie más es responsable de este fracaso».

## Peajes
El 1 de enero de 2017 los peajes del puente eran:
| Clase de vehículo                                  | Peaje ₺ (TRY) | Peaje $ (USD) |
| -------------------------------------------------- | ------------- | ------------- |
| Vehículos con 2 ejes, distancia entre ejes < 3,2 m | 65,65         | ~17,76        |
| Vehículos con 2 ejes, distancia entre ejes > 3,2 m | 105,05        | ~28,40        |
| Vehículos con 3 ejes                               | 124,70        | ~ 33,73       |
| Vehículos con 4 o 5 ejes                           | 165,40        | ~ 44,75       |
| Vehículos con 6 o más ejes                         | 208,75        | ~56,47        |
| Motocicletas                                       | 45,95         | ~12,45        |